# Torri Jewel
Le Torri Jewel (in inglese: Jewel Towers) sono un complesso formato da tre grattacieli della città di Gold Coast in Australia.

## Storia
I lavori di costruzione del complesso, progettato dallo studio di architettura Oppenheim Architecture, sono iniziati tra il 2014 e il 2015 e sono stati ultimati nel 2019.

## Descrizione
Il complesso, situato sul lungomare nel quartiere di Broadbeach, si compone di tre grattacieli, due a destinazione residenziale e uno a destinazione alberghiera. Le tre torri presentano forme ispirate a quelle di cristalli di quarzo, e sono alte 170, 144 e 124 metri. Un podio comune di tre piani collega le basi delle tre torri, mentre tre ulteriori piani interrati sono destinati a parcheggio.

## Galleria d'immagini

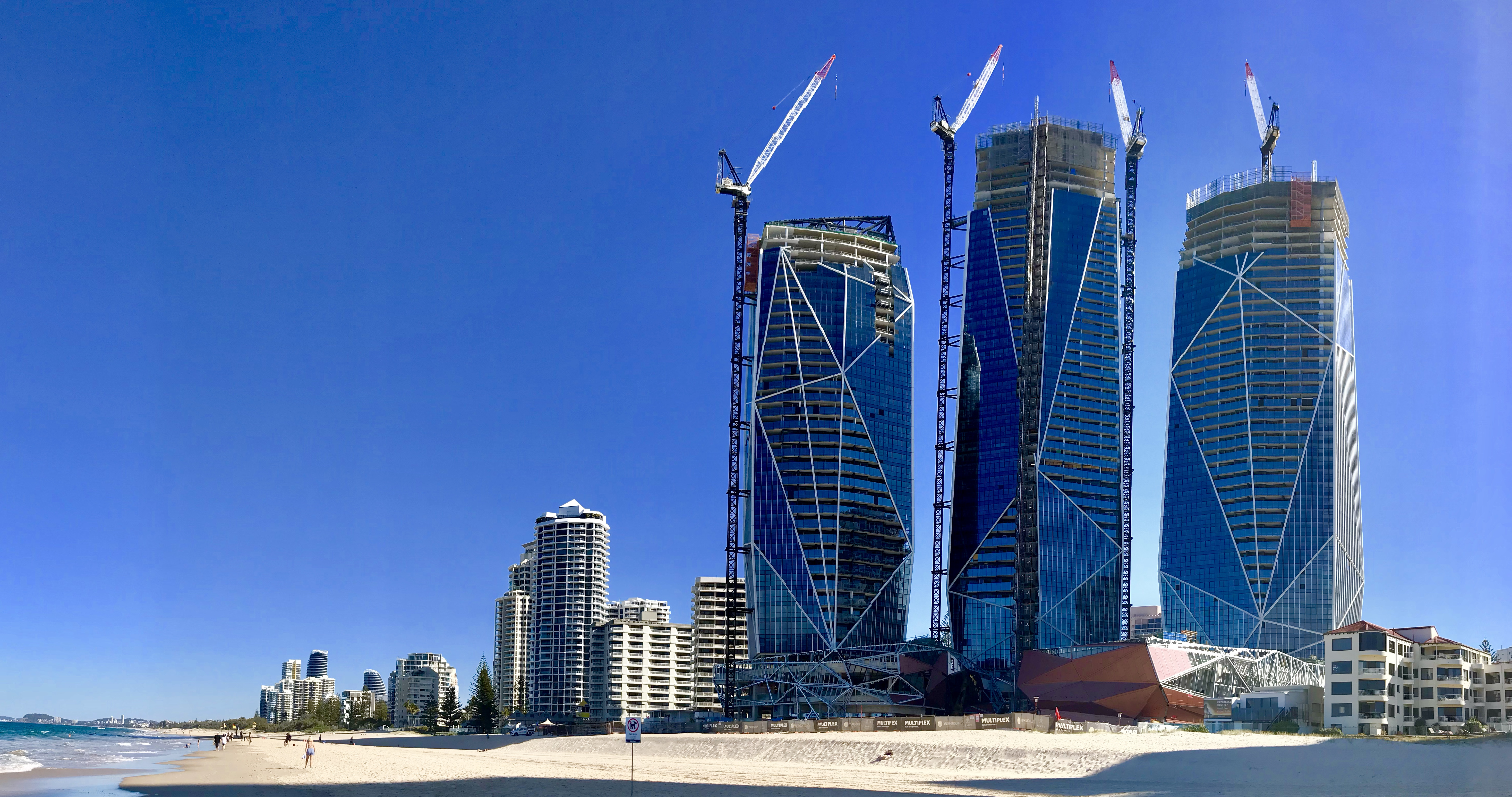
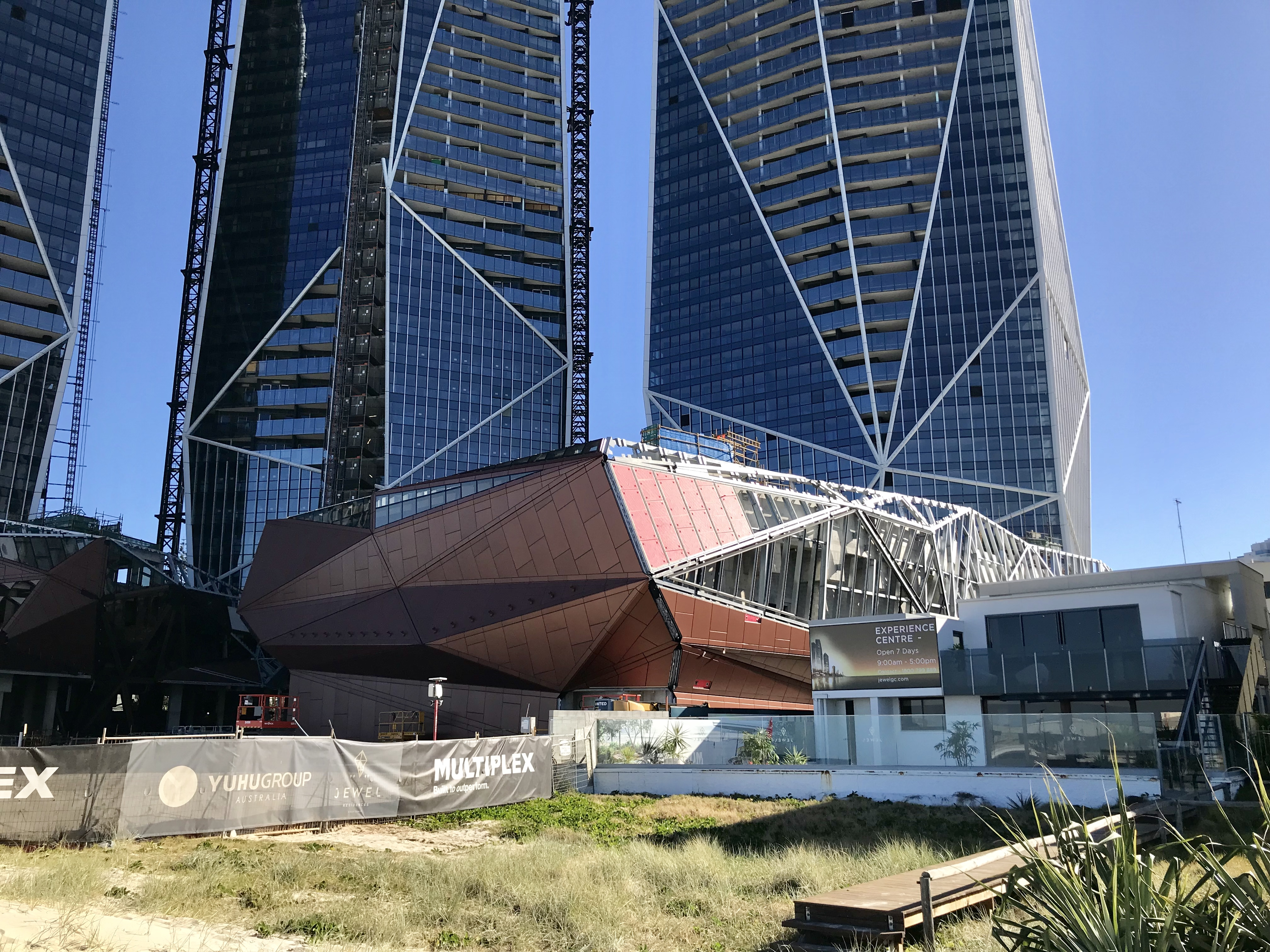
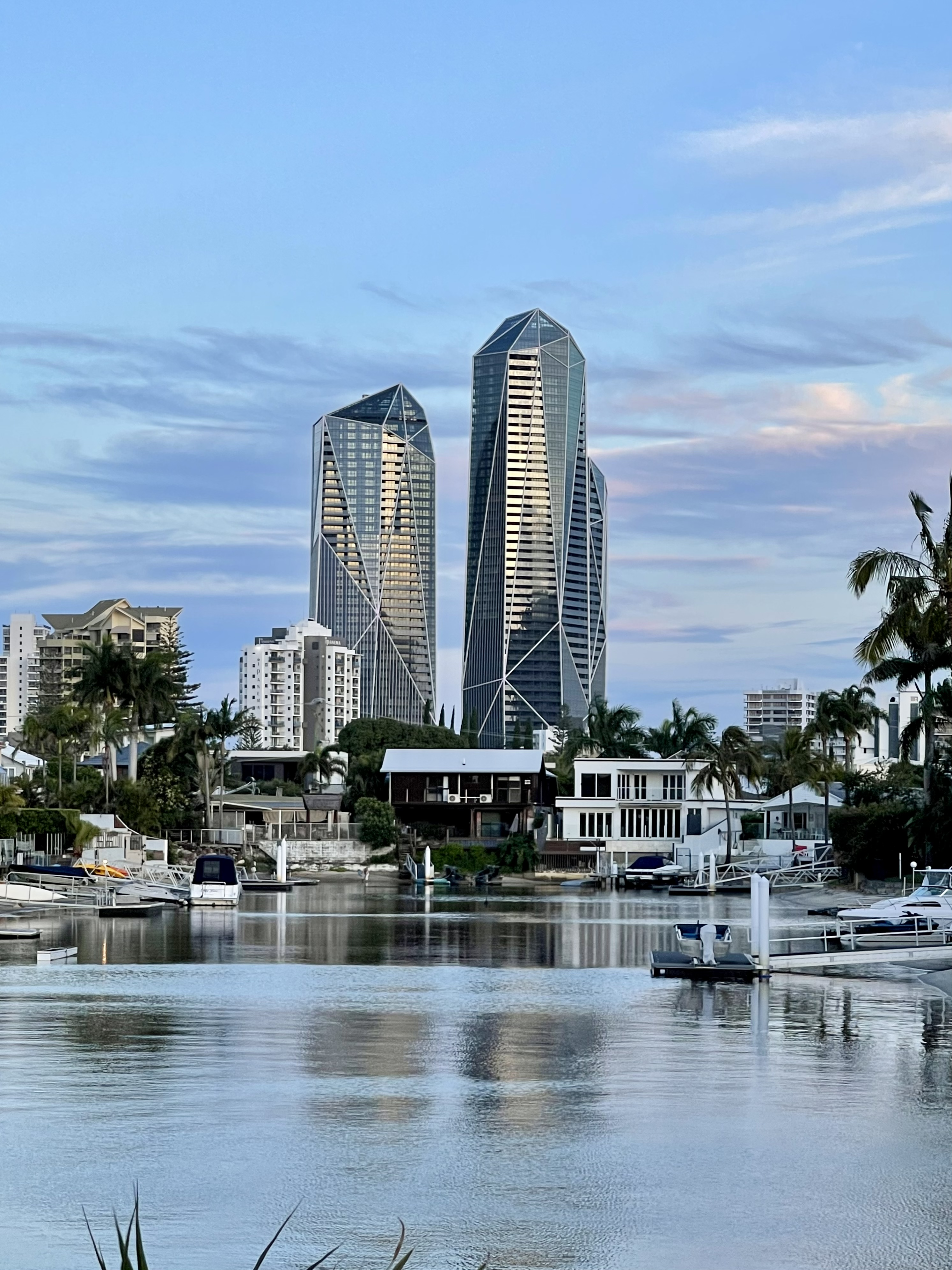